# Estadio Sergio León Chávez
Das Estadio Sergio León Chávez ist ein Fußballstadion in Irapuato, Guanajuato. Es befindet sich im Bezirk Chinacos, dem Finanz- und Geschäftszentrum der Stadt. Das Stadion dient dem CD Irapuato als Heimspielstätte und war Spielort der Fußball-Weltmeisterschaft 1986.

## Geschichte
Eröffnet wurde das Stadion am 23. März 1969 als Estadio Irapuato. Seine heutige Bezeichnung erhielt es am 4. Januar 1990 in Anerkennung der Verdienste, die sich der seinerzeitige Präsident des CD Irapuato bei der Errichtung des Stadions erworben hatte.
Play-off-Spiele um die mexikanische Fußballmeisterschaft wurden in dem Stadion bisher nicht ausgetragen, weil der CD Irapuato sich noch nie für den Endkampf um die Meisterschaft qualifizieren konnte. Lediglich einmal, im Winter 2000, konnten die Freseros sich als schlechtester Gruppenzweiter für die sog. Repechaje qualifizieren, wo sie gegen den besten Gruppendritten, Monarcas Morelia, um den Einzug in die Liguilla genannten Play-offs spielten. Zwar gewann Irapuato sein Heimspiel mit 1:0, unterlag jedoch anschließend im Estadio Morelos mit 2:7. Ein kleiner Trost für diese deftige Klatsche dürfte lediglich darin bestanden haben, dass Morelia sich in den anschließenden Play-offs den Meistertitel sichern konnte.

### WM 1986
Im Gegenzug hatte Irapuato 15 Jahre vorher gegenüber Morelia die Oberhand behalten. Morelia war nämlich auserkoren, eine der 12 Spielstätten der Fußball-Weltmeisterschaft 1986 zu sein. Weil man allerdings nicht rechtzeitig ein WM-taugliches Stadion nachweisen konnte, wurde der ursprünglich Morelia zugedachte WM-Standort auf die Stadt Irapuato übertragen.
Im Estadio Irapuato, wie es seinerzeit noch hieß, wurden drei Vorrundenspiele der Gruppe C ausgetragen (die anderen drei Spiele, alle mit Beteiligung Frankreichs, fanden im Estadio Nou Camp von León statt, dem fußballerisch großen Rivalen von Irapuato):
- 02.06. UdSSR – Ungarn 6:0 (16.600 Zuschauer)
- 06.06. Ungarn – Kanada 2:0 (13.800 Zuschauer)
- 09.06. UdSSR – Kanada 2:0 (14.200 Zuschauer)

Den o. g. Zuschauerzahlen ist zu entnehmen, dass das WM-Interesse in Irapuato nicht besonders ausgeprägt war. Die größte Kulisse fand sich noch im Auftaktspiel. Für die anwesenden 16.600 Zuschauer hatte sich das Kommen gelohnt: sie sahen nicht nur sechs Tore, sondern den höchsten Sieg dieser WM überhaupt.

### Der größte Triumph
Wie bereits erwähnt, hat es im hiesigen Stadion noch nie ein Play-off-Spiel um die mexikanische Fußballmeisterschaft gegeben. Und so dürfte das größte Ereignis des Stadions am 21. Juni 2003 stattgefunden haben. Nachdem der CD Irapuato nämlich die Apertura 2002 der Primera División 'A' gewonnen hatte und sein Erzrivale Club León die Clausura 2003, standen sich im Aufstiegsfinale ausgerechnet diese beiden zutiefst verfeindeten Klubs gegenüber. Mit dem 2:1 in León hatten die Freseros de Irapuato sich schon die beste Ausgangslage verschafft und drei Tage später mit dem 1:0-Sieg vor heimischem Publikum nachgelegt und den Aufstieg perfekt gemacht. Dass die Rückkehr in die Primera División ausgerechnet durch zwei Siege gegen den Erzrivalen gelang, steigerte den Triumph ins Unermessliche.